# Dombeya dichotomopsis
Dombeya dichotomopsis är en malvaväxtart som beskrevs av Bénédict Pierre Georges Hochreutiner. Dombeya dichotomopsis ingår i släktet Dombeya och familjen malvaväxter. Inga underarter finns listade i Catalogue of Life.